# Tuapa
Tuapa er en landsby i Niue. I 2001 havde landsbyen et befolkningstal på 129. I 2011 var dette tal faldet til 97.
Tuapa ligger mellem landsbyerne Makefu og Namukulu .